# Guittone di Rouen
Guittone di Rouen (... – dopo il 912) è stato un arcivescovo francese.

## Biografia
Nel 900 partecipò ad un sinodo a Reims per la scomunica di Baldovino II di Fiandra, accusato dell'omicidio di Folco il Venerabile, arcivescovo di Reims. In seguito a tale sinodo, papa Benedetto IV scomunicò Baldovino per l'omicidio.
Nel 909 partecipò al Concilio di Trosly, convocato in seguito ai numerosi attacchi ai monasteri da parte dei Vichinghi. In seguito a tale Concilio, fu firmato il Trattato di Saint-Clair-sur-Epte da Carlo il Semplice e Rollone, al quale fu concesso di risiedere in Neustria con la propria gente.
Secondo la tradizione, nel 912 battezzò Rollone, conte dei Normanni e capostipite della Casa di Normandia, nella cattedrale di Rouen.